# 櫻井久仁子
櫻井 久仁子（さくらい くにこ、本名：中林久仁子、1957年7月24日 - ）は、日本の教育者、塾講師で進学塾経営者、著述家。日本では全く例がなかった、講師も生徒も女性だけというユニークな進学塾「アテネ」を運営する。『戦闘系教育論』、『教育にもセカンドオピニオンを！続・戦闘系教育論』など教育関係の著書もある。少林寺拳法有段者、フラワーデザイナー（1級）。神戸新聞カルチャー講師（夏休み読書感想文教室、フラワーデザイン教室）。

## 人物 ・経歴
兵庫県神戸市出身。神戸大学附属住吉中学校から兵庫県立神戸高等学校、神戸大学卒業。
小学校、中学校時代は優秀な成績を修めた櫻井は第1志望校だけに絞り合格、神戸高校へ進学。順風満帆な高校生活を送るはずが、ほどなく授業内容が理解できない状態に陥り、入学後1年間で試験順位は最下位近くにまで落ち込んだ。このため、櫻井は夏休み、自宅にこもり切りで猛勉強をするが、得意な教科は順調に進められたものの、苦手な教科で難航し、成績不振の原因や、自分自身の能力を最大限に引き出す方法が独学では把握できなかったことで、不安の日々を送る。高校2年時には独力で300番ほど成績を挽回したが、この時、自分だけに焦点を絞ったピンポイント指導の必要性を痛感し、櫻井が受けたかったサポートのイメージが後の櫻井自身が運営する進学塾の原点になった。
大学在学時に塾講師と家庭教師の双方を経験するが、塾では個々の生徒の学力に応じた指導ができず、家庭教師では生徒の自宅であることから緊張感に欠け、時として生徒の自習の手伝いになりかねないことや、家庭教師では数多くこなせないため経験値が上がらない事実に気づく。こうした経験が、個別指導に特化した形態の進学塾を設立する動機になっている。
学校ではほとんどが男女平等であり、神戸大学在学時まで世の中が男女平等だと信じていたが、就職時に初めてそうではないと知り「騙された！」と憤った。アテネが女子生徒だけを対象とし、講師も女性講師にだけ絞っているのには、日本の社会が男女平等を謳いながら実情はほど遠いという思いを櫻井が持っていることが根底にある。その上で、女性であることをプラスに考え、自立心や社会で自分を活かせる力を身に付けてほしいとの思いが女子専門進学塾設立の動機になった。運営的には、男子生徒が多い雰囲気が苦手な女子生徒もいること、親が安心感を持つこと、異性間のトラブルがないこと、生徒がリラックスできることなどを利点として、生徒を女子に限定した理由としている。さらに学力アップのみならず、出願、併願のテクニック、学校・学部の選択、現役合格にもこだわり、その後のライフプランで女性であるという理由で不利にならないような進路指導の必要性を感じ実践している。また、教育者として相手の感じていることを察することが出来なければ、この仕事はできないが、女性として男子生徒に対しては身をもって理解しづらいとも語っている。
進学塾のほか、神戸新聞カルチャーにて、小学生のための夏休み読書感想文教室や、フラワーデザイン教室も開講。フラワーデザイナー1級講師資格を所有し、国内の全国大会入賞歴および世界大会出展歴もある。また、夫が武道教室を1970年代から続けており、櫻井自身も黒帯を持ち教室の手伝いもしている。

## 主張・発言
- 最近の子どもは、他人の言葉に必要以上に敏感であり、学校内での日常生活や部活動において、後れを取ったり、あるいは浮いたりしないよう、常にスマホで情報交換、リサーチしている。流行語となったKYという言葉も「空気を読もう」とする方が多数派であるからこそ生まれた言葉ではないか。こういった姿勢は、無難に存在するため、あるいは他者との摩擦を避けるためのエコな方向性の処世術に見える[6][8]。
- 最近の子どもは、古文の物語や随筆に登場する公家の姫君や公達に似ている。大人たちに大事に守られて育ち、生活上の心配や仕事もなく、狭い世界（古文では京の都、今は学校）で暮らしている。似た生活状態は、似た心理状態につながるのではないかと感じる[6][8]。
- 最近の子どもの行動には「面倒くさい」を口癖にして「努力を避けようとする」「言葉に出そうとしない」という特徴が上げられる。やはり現代っ子の処世術であり、情報過多の状況の中で自分に自信が持てないこと、コミュニケーション能力の劣化が原因と捉えている[6][8]。
- 18世紀の産業革命は人間の身体能力の劣化を招いたと考えられるが、現在進行中の情報革命は、人間の脳の劣化を招いているのではないか。大人にもその傾向を感じるが、子どもでは特に記憶力、情報選択力、コミュニケーション能力の劣化が心配される[6]。
- 電子辞書の発明そのものには肯定的だが、中高生の学力の育成にはマイナス要因も持っていると考える。例えば、英和辞典は音声機能という紙辞書にはない利点もあるが、一覧できる用例が少ないため、骨太な英語力を養うには、学校での携帯利用に限定して、家庭では紙辞書を引くことを勧める。電子辞書しか使わない高校生に紙辞書を引かせると、アルファベット順がおぼつかないこともあった[6]。

## 進学塾アテネ
1983年、櫻井26歳にして設立。日本で初めての生徒も講師も女性だけという進学塾で、2016年にもう一校が開校するまでは33年間、日本で唯一の女子専門進学塾であった。個別指導を専門に、講師1人に生徒は2人まで。各学年5名まで。個別ブースは設けずに、講師と生徒がお互いの顔が見える対面式の席を採用。講師にはいわゆる有名講師などは採用せず、女性講師は全員が「アテネ」の卒業生で構成される。生徒の取り組み方を講師がよく観察した上で、生徒の理解できない点を教えるだけではなく、定期試験、入試に向けたスケジュール管理のほか、根本的な考え方や自己管理のためのアドバイスをも行う指導方針を開塾以来、一貫して続けている。現体制は、櫻井が神戸大学在学時に家庭教師や塾講師を行っていた際の体験や見聞を基に確立した。関西のすべての有名大学に合格者を出し、現役合格率98％、80％以上の生徒を第1志望校に進学させている。2015年からは小学生の指導も開始。
塾名の「アテネ（ATHENE）」は、学問、芸術、戦勝の女神であるアテネの名に由来する。ギリシャ神話の主な12神のうちの1人であり、ギリシャのアテネ市は、その女神を守護神としていることからその名がついた。アテナは戦勝の女神でもあることから、女子が受験に勝利できるよう、あやかり命名した。

## 著作
- 2015年5月29日 - 『戦闘系教育論』（ギャラクシーブックス） ISBN 9784865701104[11]。

自身が運営する塾の塾生がLINEによるいじめに遭い、その対処に関わったことが上梓のきっかけとなる
- 2018年2月1日 - 『教育にもセカンドオピニオンを！ 続・戦闘系教育論』（文芸社）ISBN 9784286186672

## メディア出演

### ラジオ
- FMフジ「ウエストエンドトーク」2016年7月10日[12]